# Andrew L. Cooley

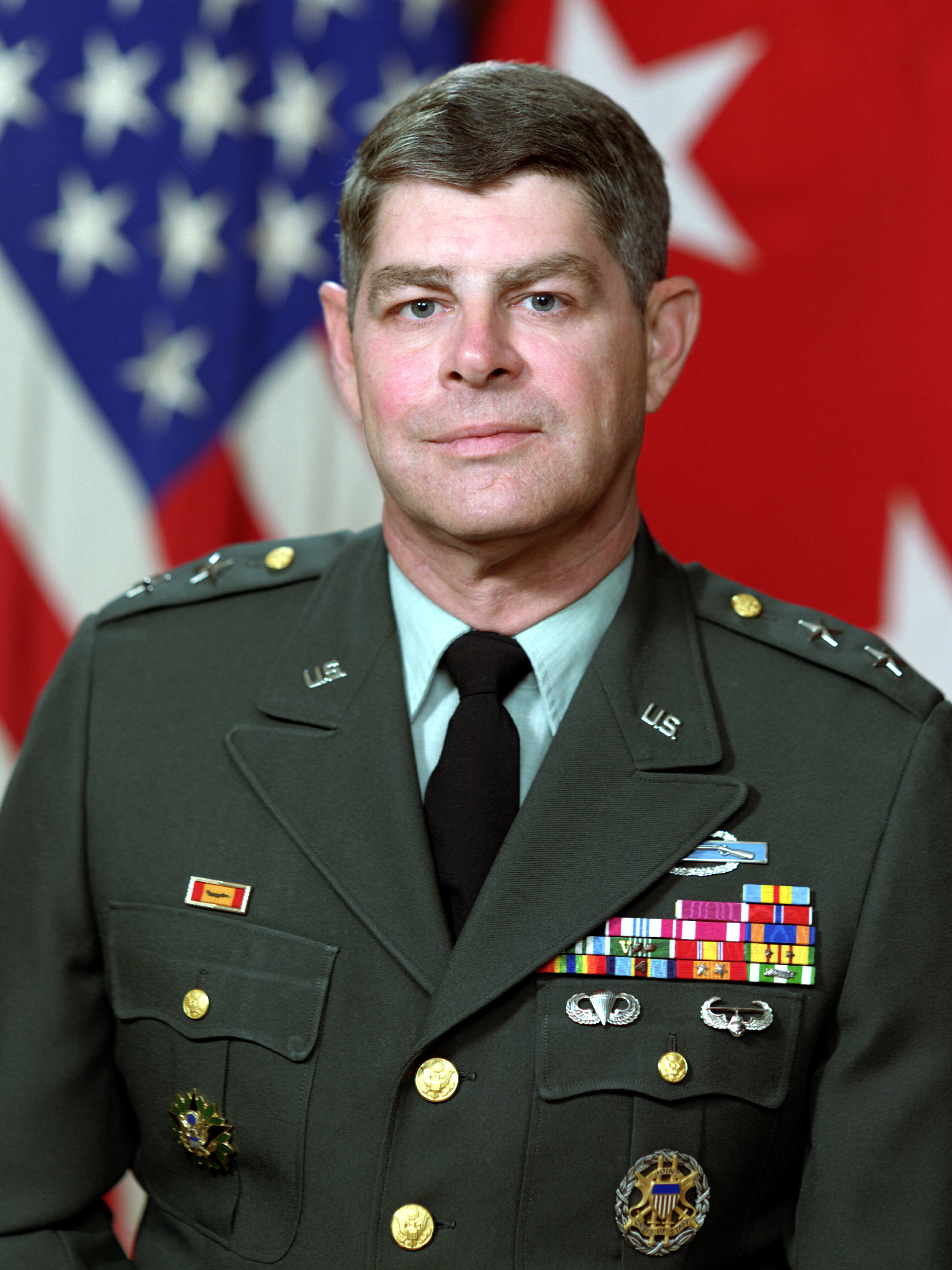
Andrew L. Cooley

Andrew Lyman Cooley  (* 14. Oktober 1934 in St. Louis, Missouri; † 15. Januar 2015 in Castle Rock, Douglas County, Colorado) war ein Generalmajor der United States Army. Er war unter anderem Kommandeur der 24. Infanteriedivision.

## Leben

### Frühe Jahre
Andrew Cooley war ein Sohn von Andrew Lyman Cooley Sr. (1891–1961) und dessen Frau Algretta Regine Carr (1901–1991). Der Vater war während des Ersten Weltkriegs Hauptmann in einer Reserveeinheit der Infanterie aus Illinois. Der jüngere Cooley trat zunächst als einfacher Soldat dem US-Heer bei. Über die Officer Candidate School (OCS) gelangte er im Jahr 1955 in das Offizierskorps des US-Heeres. Dort wurde er als Leutnant der Infanterie zugeteilt. In der Armee durchlief er anschließend alle Offiziersränge vom Leutnant bis zum Zwei-Sterne-General.

### Militärische Laufbahn
Im Lauf seiner militärischen Karriere absolvierte Cooley verschiedene Kurse und Schulungen. Dazu gehörten unter anderem das Command and General Staff College und das United States Army War College. Außerdem erhielt er einen akademischen Grad von der George Washington University.
In seinen jüngeren Jahren absolvierte er den für Offiziere in den niederen Rangstufen üblichen Dienst in unterschiedlichen Einheiten und Standorten. Dazu gehörten auch Aufgaben als Stabsoffizier in verschiedenen Hauptquartieren. In den 1960er Jahren war er zwei Mal im Vietnamkrieg eingesetzt. Damals wurde er mit dem Silver Star Orden und einigen südvietnamesischen Ehrenzeichen ausgezeichnet.
Seine Zeit als Kommandeur größerer Einheiten begann im Jahr 1975, als er das Kommando über die 1. Brigade der in Südkorea stationierten 2. Infanteriedivision erhielt. Danach wurde er Stabschef dieser Division. Nach einer zwischenzeitlich anderen Verwendung in den Jahren 1977 und 1978 als militärischer Vertreter beim Brookings Institute in Washington, D.C. wurde er zum Stab des damaligen Pacific Commands nach Hawaii versetzt, wo er bis zum Jahr 1979 verblieb.
Daran schloss sich bis 1981 eine Versetzung zum Stab der 101. Luftlandedivision an, deren Hauptquartier sich in Fort Campbell in Kentucky befand. Anschließend wurde er zum Assistant Secretary of State for Political-Military Affairs versetzt, wo er von 1981 bis 1983 unter anderem für das Verteidigungsministerium der Vereinigten Staaten und die Joint Chiefs of Staff tätig war. Damals war er auch an libanesisch-israelischen Friedensgesprächen beteiligt, die im Mai 1983 zu einem Vertrag zwischen diesen beiden Ländern führten.
Von 1983 bis 1985 gehörte Cooley dem Stab des Heeresministeriums an. Dort war er Abteilungsleiter in dessen Stabsabteilung für Operationen und Planungen. Anschließend wurde er in Fort Stewart als Nachfolger von Norman Schwarzkopf neuer Kommandeur der 24. Infanteriedivision und des dortigen Militärstützpunkts. Dieses Kommando bekleidete er zwischen Juni 1985 und Juli 1987. Damals geriet er wegen seines fragwürdigen Lebensstils in den Fokus der Öffentlichkeit. Es wurde ihm unter anderem vorgeworfen feierliche Diners mit Soldaten in Galauniformen auszurichten oder glamouröse und kostspielige Autos mit exklusiver Innenausstattung bei Militärinspektionen zu benutzen. Diese Vorgänge wurden von der Heeresführung untersucht, aber am Ende als noch im Rahmen des Erlaubten befunden.
Danach wurde er zur amerikanischen Botschaft in Kairo in Ägypten versetzt, wo er das amerikanische Unterstützungsprogramm für das ägyptische Militär leitete. Am 31. Mai 1989 trat er in Kairo in den Ruhestand.

### Späte Jahre
Nach seiner Pensionierung blieb Andrew Cooley dem Militär verbunden. Er war für einige Zeit als Zivilist im Auftrag der Firmengruppe Vinnell, Brown and Root Corporation in der Türkei tätig, wo er unter anderem die logistische Unterstützung der dort unterhaltenen Stützpunkte der US-Armee und der United States Air Force mit organisierte. Das betraf auch die Zeit des Zweiten Golfkriegs. Auch danach blieb er im Auftrag der Firma tätig, unter anderem in Somalia. Später wurde er Vertragspartner der Dyn Corporation für die er in zahlreichen afrikanischen Staaten, im Nahen Osten und im Kosovo im militärischen Logistikbereich tätig war.
Andre Cooley starb am 15. Januar 2015 und wurde auf dem amerikanischen Nationalfriedhof Arlington beigesetzt.

## Orden und Auszeichnungen
Andrew Cooley erhielt im Lauf seiner militärischen Laufbahn unter anderem den Silver Star Orden verliehen.